# Stichting (Gelijk)waardig Herstel
Stichting (Gelijk)waardig Herstel (SGH) is een Nederlandse organisatie die zich inzet voor de belangen van gedupeerden van de Kinderopvangtoeslagenaffaire. De stichting werd in 2023 opgericht door prinses Laurentien en heeft sindsdien diverse ontwikkelingen doorgemaakt.

## Achtergrond en oprichting
In 2020 werd Missing Chapter Foundation, een organisatie van prinses Laurentien, door de Kinderombudsman benaderd om een kind-panel op te zetten en te begeleiden in verband met de afhandeling van de Kinderopvangtoeslagenaffaire. Hierdoor raakten Laurentien en de Foundation steeds meer betrokken bij het onderwerp. Dit leidde tot een reeks dialoogsessies en in december 2021 tot de publicatie van het rapport ”(Gelijk)waardig Herstel”.
Op basis van dit rapport richtte Laurentien in 2023 de Stichting (Gelijk)waardig Herstel op. Vanaf de oprichting tot 27 augustus 2024 was zij hiervan voorzitter.

## Samenwerking met de overheid; de ‘methode-Laurentien’
In de zomer van 2023 werd SGH door staatssecretaris Aukje de Vries (VVD, douane en toeslagen) gevraagd om het compenseren van de ouders van het toeslagenschandaal vlotter te laten verlopen. Ouders die meer dan € 30.000 gecompenseerd zouden moeten krijgen, moesten daarvoor wel eerst voldoende bewijs leveren. Het aantonen van causaliteit duurde erg lang en daarom werd gekozen voor een proef, bekend als “methode-Laurentien“. De methode-Laurentien gaat soepeler om met het causaliteitsrisico. Een Luisterend Schrijver tekent het Feitenrelaas van de gedupeerde ouder op, die in beginsel wordt geloofd. Gebaseerd daarop wordt de compensatie vastgesteld in een abstracte schadeberekening/forfaitaire afdoening. SGH mocht de methode namens de overheid uitproberen in een onafhankelijke pilot, gericht op het afsluiten van 300 vaststellingsovereenkomsten.
Volgens NRC was Koning Willem-Alexander bij de voorbereiding betrokken. In het voorjaar van 2023 sprak hij met een bewindspersoon over Laurentiens rol. Ook was het Kabinet van de Koning betrokken bij de afstemming van de brief waarmee haar betrokkenheid formeel werd vastgelegd.
De pilot ging op 16 oktober 2023 van start.

## Ophef over schadevergoedingen
Op 12 mei 2024 publiceerde het Ministerie van Financiën een gedetailleerde eindrapportage. Het rapport “Evaluatie van de pilot (Gelijk)waardig Herstel” vermeldde een aantal kritiekpunten:
1. Financiële uitlegbaarheid: het ministerie benadrukte het belang van transparantie en verantwoording over de uitgekeerde schadevergoedingen, zowel richting de getroffen gezinnen als de belastingbetaler.  ￼
2. Juridische inbedding en randvoorwaarden: hoewel de SGH-route als civielrechtelijke route naast de bestuursrechtelijke route bestaat, werd aangegeven dat de juridische inbedding en randvoorwaarden een belangrijke rol zouden moeten spelen bij de beslissing om de pilot op te schalen.
3. Beperkte vergelijkingsmogelijkheden: de evaluatie wees op beperkingen in het vergelijken van de SGH-route met andere herstelroutes, zoals de Commissie Werkelijke Schade (CWS) en de Regieroute, vanwege verschillen in aanpak en beschikbare data.  ￼

Ondanks deze kritiekpunten erkende het ministerie de meerwaarde van de SGH-route voor ouders en de potentiële versnelling van de afwikkeling van de hersteloperatie tegen relatief lage uitvoeringskosten.
Op 13 mei 2024 berichtte NOS Nieuws over een conflict tussen SGH en het ministerie van Financiën over de hoogte van de uitgekeerde bedragen. In dit artikel werd melding gemaakt van een geheime notitie van het ministerie van Financiën, waarin stond dat de kosten van de hersteloperatie van de toeslagenaffaire mogelijk met 5 miljard euro zouden stijgen, mede veroorzaakt door de methode-Laurentien.
In een reactie van 14 mei 2024 betreurde SGH dat een anonieme ambtenaar van de Uitvoeringsorganisatie Herstel Toeslagen (UHT) via de media kritiek had geuit op de herstelaanpak van SGH. SGH benadrukte dat niemand is gebaat bij nog meer onrust rondom de kinderopvangtoeslagenaffaire, die al meer dan vijf jaar gaande is.
Volgens een bericht d.d. 30 mei 2024 van NOS-Nieuws bedroeg de gemiddelde vergoeding per ouder via SGH  € 128.000, aanzienlijk meer dan het gemiddelde bedrag van € 18.000 dat de overheid toekende. Het ministerie zou hebben becijferd dat toepassing van de methode-Laurentien op grote schaal kon leiden tot een extra totale compensatie van € 6,6 miljard. De ministerraad zou "morgen" een besluit nemem.
In een emotionele videoboodschap aan de getroffen ouders
reageerde Laurentien namens het hele team van SGH op de ontstane mediaonrust. Zij zei, onder meer, 'diep respect te hebben voor jullie onmetelijke geduld in deze haast onmenselijke onzekerheid'.
Op 31 mei 2024 zond de staatssecretaris van Financiën een brief aan de Eerste Kamer waarin hij aankondigde dat het kabinet, na het maken van afspraken met SGH en vóór het definitief ondertekenen van een Dienstverleningsovereenkomst (DVO), in de ministerraad een besluit zou nemen over de SGH-route. Dit besluit zou bepalen of de SGH-route een structureel onderdeel van het schadestelsel zou worden.
De kwestie leidde in de Tweede Kamer tot een debat, waarin de Kamer aangaf onder voorwaarden te willen doorgaan met SGH. Het demissionaire kabinet Rutte IV wilde meer controle op de stichting, maar liet een definitief besluit over aan het volgende kabinet.

## Aantijgingen en vertrek van Laurentien
In de zomer van 2024 laaide de ophef over SGH op. Bij het ministerie van Financiën heerste ongemak over de rol van Laurentien als lid van het koningshuis. Het ministerie zou aanvankelijk harder hebben willen ingrijpen, maar betrokkenen gaven aan dat dit lastig was vanwege haar kwetsbare positie. Laurentien zelf was naar verluidt weinig ontvankelijk voor kritiek en onderhield liever direct contact met de staatssecretaris of hoge ambtenaren.
De betrokkenheid van Laurentien bij de toekenning van hoge bedragen aan compensatie in de toeslagenaffaire, 'zonder bewijzen van geleden schade', was volgens Eerste Kamerlid en voormalig staatssecretaris van Financiën Martin van Rooijen (50PLUS) staatsrechtelijk fout.
Op 27 augustus 2024 publiceerde het Algemeen Dagblad dat ambtenaren van het ministerie van Financiën meldingen zouden hebben gedaan over grensoverschrijdend gedrag door Laurentien. Het zou gaan om “intimidatie, uitschelden en geen tegenspraak dulden”. De volgende dag meldde de Volkskrant, gebaseerd op anonieme bronnen, dat Laurentien als “driftkikker” bekendstond en woede-uitbarstingen kreeg als zij werd tegengesproken.
De — in augustus 2024 in functie getreden — voorzitter van de Raad van Toezicht, Gert-Jan Segers, voormalig fractievoorzitter van de ChristenUnie, sprak deze beschuldigingen tegen en noemde ze “lasterlijke beschuldigingen”.
Diverse Kamerleden uitten twijfels over Laurentiens voortgezette betrokkenheid bij de stichting. Emeritus hoogleraar staatsrecht Paul Bovend'Eert stelde dat Laurentien zich moest terugtrekken en noemde haar betrokkenheid “een staatsrechtelijk risico”: "Ze had nooit bij deze risicovolle aangelegenheid betrokken moeten worden," aldus Bovend’Eert.
Op 27 augustus 2024 trok Laurentien zich met onmiddellijke ingang terug als voorzitter, maar bleef wel actief voor de stichting. In een gesprek met RTL Nieuws weersprak zij de aantijgingen: "Ik ben nog nooit, in twintig jaar, 'gedoe' geweest. Misschien is het ongepast, maar ik ben al twintig jaar een saaie doos". Zij zegde haar functie bij de stichting desondanks op, omdat "het allerlaatste dat ik wil is dat het om mij gaat". Zij ontkende te zijn gevraagd om te vertrekken.

## Versoberde opschaling
De relatie tussen SGH en het ministerie was ernstig verstoord, met wantrouwen en mislukte onderhandelingen. SGH dreigde met een rechtszaak en oefende druk uit via onder andere premier Mark Rutte en het Kabinet van de Koning.
Na veel conflicten en crisisoverleg kwam er een akkoord. Op 16 juli 2024 tekenden het ministerie en SGH een Dienstverleningsovereenkomst (DVO) ter waarde van 100 miljoen euro, met de afspraak dat SGH maximaal 20.000 gedupeerde ouders zal helpen met het vaststellen van de schade. Het in de DVO gespecificeerde “(Gelijk)waardig Herstel Herstelmodel“ sluit aan op de letselschadepraktijk en kent aan afzonderlijke schadeposten forfaitaire gemaximeerde schadebedragen toe. Met deze DVO kon SGH haar werkzaamheden hervatten en opschalen.
Per 13 februari 2025 trad Lilian Marijnissen, voormalig SP-leider, toe tot de Raad van Toezicht van SGH.